# イドリッサ・シラ
イドリッサ・シラ（Idrissa Sylla、1990年12月3日 - ）は、ギニアの首都コナクリ出身のプロサッカー選手。SVズルテ・ワレヘム所属。ポジションはFW。

## 経歴
ル・マンFCの下部組織出身。2011–2012シーズンはリーグ・ドゥでゴールを量産した。
2013年8月、SVズルテ・ワレヘムと2年契約を結んだ。移籍金は15万ユーロ。
2015年2月2日、RSCアンデルレヒトと4年契約を結んだ。
2016年8月30日、クイーンズ・パーク・レンジャーズFCと3年契約を結んだ。
2019年1月5日、古巣SVズルテ・ワレヘムへ復帰。

## 代表歴
2012年2月29日のコートジボワール戦でギニア代表デビュー。2015年、ギニア代表の一員としてアフリカネイションズカップ2015に参加した。

### ゴール
| No. | 開催日         | 開催地       | 対戦国     | スコア | 最終結果 | 試合概要                           |
| --- | -------------- | ------------ | ---------- | ------ | -------- | ---------------------------------- |
| 1.  | 2014年9月5日   | カサブランカ | トーゴ     | 2–0    | 2–1      | アフリカネイションズカップ2015予選 |
| 2.  | 2014年11月15日 | ロメ         | トーゴ     | 0–1    | 1–4      | アフリカネイションズカップ2015予選 |
| 3.  | 2015年9月6日   | ハラレ       | ジンバブエ | 1–0    | 1–1      | アフリカネイションズカップ2015予選 |
| 4.  | 2015年11月15日 | コナクリ     | ナミビア   | 1–0    | 2–0      | 2018 FIFAワールドカップ予選        |
| 5.  | 2016年3月29日  | ブランタイヤ | マラウイ   | 1–2    | 1–2      | アフリカネイションズカップ2017予選 |

## 所属クラブ
ユース
- ル・マンFC 2008-2010

プロ
- ル・マンFC 2010-2013

→ SCバスティア 2010-2011 (loan)
- SVズルテ・ワレヘム 2013-2015
- RSCアンデルレヒト 2015-2016
- クイーンズ・パーク・レンジャーズFC 2016-2018
- SVズルテ・ワレヘム 2019-2020

→ KVオーステンデ 2019-2020
- ノースイースト・ユナイテッドFC 2020-2021
- SCファレンセ 2021-2022